# Cynoglossus cynoglossus
Cynoglossus cynoglossus är en fiskart som först beskrevs av Hamilton 1822.  Cynoglossus cynoglossus ingår i släktet Cynoglossus och familjen Cynoglossidae. Inga underarter finns listade i Catalogue of Life.